# 朴紹英
朴紹英（韓語：박소영，1994年5月27日—），韓国女子羽毛球運動員。

## 簡歷
2011年，朴紹英參加桃園舉行的世界青年羽毛球錦標賽， 奪得混合團體亞軍。

## 主要比賽成績
只列出曾進入準決賽的國際賽事成績：
| 年份   | 賽事                 | 公開賽級別 | 項目     | 拍檔           | 成績   |
| ------ | -------------------- | ---------- | -------- | -------------- | ------ |
| 2011年 | 世界青年羽毛球錦標賽 | 其他       | 混合團體 | －             | 亞軍   |
| 2013年 | 越南羽毛球大獎賽     | 大獎賽     | 女子雙打 | 崔惠仁         | 準決賽 |
| 2014年 | 加拿大羽毛球大獎賽   | 大獎賽     | 女子雙打 | Park Sun Young | 亞軍   |
| 2018年 | 杜拜羽毛球國際挑戰賽 | 國際挑戰賽 | 女子雙打 | Park Su Hyun   | 準決賽 |
| 2018年 | 杜拜羽毛球國際挑戰賽 | 國際挑戰賽 | 混合雙打 | 柳延星         | 冠軍   |

| 2007-2017年 | 首要超級賽 | 超級賽 | 黃金大獎賽 | 大獎賽 | 國際挑戰賽 | 國際系列賽 | 未來系列賽 | 其他 |

| 2018-2026年 | 總決賽 | 超級1000賽 | 超級750賽 | 超級500賽 | 超級300賽 | 超級100賽 | 國際挑戰賽 | 國際系列賽 | 未來系列賽 | 其他 |